# Oskar Wöhrle
Theodor Oskar Wöhrle (né le 26 janvier 1890 à Saint-Louis, alors en Alsace-Lorraine, dans l'Empire allemand, mort le 31 janvier 1946 à Glottertal) est un écrivain allemand.

## Biographie
Oskar est l'aîné des cinq enfants de Theodor Wöhrle, cordonnier. Après l'école à Colmar, il suit des études pour être professeur. Pour des raisons de discipline, il quitte cette formation et commence une vie de bohème, faisant la manche en jouant du violon à Paris, dans le sud de la France, en Italie.
Pour des raisons matérielles, il s'inscrit à la Légion étrangère, part à Alger pour servir à la frontière avec le Maroc, tombe malade du typhus puis déserte en quittant l'hôpital à Marseille. Dans sa fuite à travers les bois de la France, de l'Italie et de la Suisse, il retourne en Alsace où il devient teinturier de la soie dans une usine.
En 1911, il est appelé pour le service militaire comme artilleur dans l'armée prussienne. Wöhrle écrit son expérience d'une vie vagabonde dans des poèmes et de la prose. Certains poèmes sont publiés dans Das literarische Elsass. Il a de nouveau des problèmes disciplinaires dans l'armée et s'en retire.
En 1912, il est journaliste pour la revue littéraire munichoise Die Lese. Dans le même temps, il publie son premier roman Der Baldamus und seine Streiche, qui reçoit une bonne critique et la sympathie des écrivains. Seulement il est discuté dans Die Lese qu'il quitte malgré un changement éditorial et de siège pour Stuttgart, le 30 juin 1914.
Au début de la Première Guerre mondiale, il redevient artilleur dans l'armée allemande. Après un an et demi au front, il contribue au journal de la 10e armée à Vilnius et à Minsk. Il s'intéresse à la culture de la Lituanie et publie en 1916 son expérience de la guerre dans Querschläger, Das Bumserbuch, Aufzeichnungen eines Kanoniers, une compilation de poèmes et de récits sarcastiques. Certains textes subissent la censure militaire.
Pendant la guerre, il est également actif comme éditeur en 1916, sous le nom de naissance de son épouse Julie Schrader, il ouvre une libraire à Schiltigheim.
Après la guerre, Wöhrle appartient à un conseil ouvrier de Stuttgart et rédige des brochures. En 1920, il fonde à Constance une libraire et magasin d'antiquités puis une maison d'édition sous son propre nom et une autre appelée See-Verlag puis une imprimerie. Sa maison est un lieu de rencontre pour les peintres, les musiciens et les écrivains. Il publie des livres de "gauche" et libéraux. La mauvaise gestion et l'inflation conduisent à la faillite en 1925, l'année suivante il est totalement saisi.
Fortement endetté, il trouve refuge chez sa sœur et son mari à Stuttgart puis rédige des messages publicitaires et des annonces pour la radio à Berlin, écrit le roman Das Rattennest.
Pour son roman historique Johann Hus, il reçoit le prix de littérature de la Tchécoslovaquie en 1932 et vient à Prague pour continuer ses recherches qui aboutissent à l'écriture de Der Kelch.
Il vient avec sa famille à Schiltigheim, en France. Il travaille comme emballeur. Il fait des poèmes sur sa région natale qui formeront Die Schiltigheimer Ernte. Reconnu par les Français, il déménage à Fribourg-en-Brisgau.
En 1933, à leur arrivée au pouvoir, les nazis interdisent et brûlent les livres d'Oskar Wöhrle, notamment Querschläger. L'écrivain part d'Alsace pour Prague. Il revient en Allemagne en 1937 et s'installe dans le pays de Bade. Il tente de s'adapter à la politique culturelle nazie en faisant dans le patriotisme. Il travaille comme assistant de recherche pour les autorités allemandes à Mulhouse. Il est correspondant en Alsace pour des radios berlinoises en collaboration avec Adolf Raskin.
Durant la guerre, il publie des livres illustrées sur sa région, notamment le Sundgau. Sentant le front arriver, il s'enfuit à Bâle en 1944. Il revient en Forêt-Noire et meurt dans une clinique de Glottertal après une amputation de la jambe à cause de son diabète, maladie dont il souffrait depuis les années 1920.
Les archives d'Oskar Wöhrle se trouvent en grande partie au Literaturarchiv Saar-Lor-Lux-Elsass à l'université de la Sarre ; d'autres volumes sont à l'Institut Fritz-Hüser à Dortmund, à la Bibliothèque universitaire Johann Christian Senckenberg à Francfort (en particulier sa correspondance) et dans sa ville natale de Saint-Louis.

## Œuvre
- Baldamus ou le diable aux trousses, roman, traduit de l'allemand par Joseph Groll et Damien-Guillaume Audollent, La Nuée Bleue, 2017.  (ISBN 978-2-7107-8906-2)
- Der Baldamus und seine Streiche. Roman, Stuttgart 1913. (Réédition: Der Bücherkreis, Berlin 1927.)
- Als ein Soldat in Reih und Glied. Poésie. Fleischel, Berlin 1915.
- Das Bumserbuch. Fleischel, Berlin 1916 (Réédition: Querschläger. Aufzeichnungen eines Kanoniers, Berlin 1929).
- Ein deutscher Handwerksbursch der Biedermeierzeit. Auf der Walze durch den Balkan und Orient. récit, Die Lese, Stuttgart 1916.
- Johann Hus. Der letzte Tag. Geschichtlicher Roman. Bücherkreis, Berlin 1932.
- Die Schiltigheimer Ernte. Poésie. Joseph Heissler, Strasbourg 1934.
- Kamrad im grauen Heer. Ein Soldatenbrevier. Imprimé comme manuscrit. Bär & Bartosch, Fribourg 1939.
- Pömperles Ausfahrt in die Welt. Elsässische Novelle. "Nouvelles alsaciennes". Deutscher Scheffel-Bund, Karlsruhe 1940.
- Das Sundgaubuch. Elsässische Geschichten. "Histoires alsaciennes". Colmar 1941
- Das Elsaß. Ein Hymnus. Velhagen & Klasing, Bielefeld 1942